# Centrale hydroélectrique de Riga
La centrale hydroélectrique de Riga (en letton: Rīgas hidroelektrostacija, sigle Rīgas HES) se trouve juste au-delà la frontière sud de Riga. Elle est géographiquement située dans la ville de Salaspils. La puissance totale installée est de 402 MW. Il y a six générateurs, deux transformateurs de puissance et deux lignes électriques de 330 kV (à Salaspils et Bišuciems) pour évacuer l’énergie.

## Historique
La centrale hydroélectrique Riga a été mise en service en 1974. Afin de construire la centrale, un barrage fut construit sur la rivière Daugava en partant du centre de l'île de Dole (lv), dont la moitié a depuis été inondée pour laisser la place au réservoir de Riga. 
En plus de l'île de Dole, il y eut plusieurs autres petites îles qui furent également noyés lors du remplissage du réservoir. Le barrage fut construit dans les années 1970. Outre son but principal qui est de contenir le réservoir, sa partie supérieure est utilisée comme route. Un chemin de fer avait également été construit sur le barrage, mais il ne fut utilisé seulement lors de la construction de la centrale et fut démoli au début du XXIe siècle, car il n'existe pas de chemins de fer sur la rive gauche de la Daugava. Cette ligne chemin de fer démarrait à la gare de Salaspils, et se terminait à peu près au milieu de l'île de Dole.

## Description
Il y a un pylône de ligne électrique au milieu du réservoir, qui supporte deux lignes de 330 kV (reliant Salaspils à Jelgava et Salaspils à la centrale de Rīgas), la distance entre les deux rives à cet endroit est d’environ 1 km.
La centrale hydroélectrique de Riga est un pilier important du développement de Riga. Elle est la principale source d'électricité à Riga, et le réservoir de Riga est une source d'approvisionnement en eau du robinet pour la majorité des habitants de Riga. En outre, la centrale est utilisée comme usine de compensation pour la centrale thermique TEC2 pour réguler la fréquence du réseau électrique.
La centrale est exploitée par Latvenergo.